# Congriscus maldivensis
Congriscus maldivensis är en fiskart som först beskrevs av Norman, 1939.  Congriscus maldivensis ingår i släktet Congriscus och familjen havsålar. Inga underarter finns listade i Catalogue of Life.